# یواس‌اس ساچم (۱۷۷۶)
یواس‌اس ساچم (۱۷۷۶) (به انگلیسی: USS Sachem (1776)) یک کشتی بود.